# Phú Túc, Phú Xuyên
Phú Túc là một xã thuộc huyện Phú Xuyên, thành phố Hà Nội, Việt Nam.
Xã Phú Túc có diện tích 7,83 km², dân số năm 1999 là 7644 người, mật độ dân số đạt 976 người/km². Đây là xã có Dự án đường trục phía nam Hà Nội đi qua.